# Onesia dynatophallus
Onesia dynatophallus este o specie de muște din genul Onesia, familia Calliphoridae, descrisă de Xue și Bai în anul 2009. Conform Catalogue of Life specia Onesia dynatophallus nu are subspecii cunoscute.